# Теллурид индия(II)
Теллурид индия(II) — бинарное неорганическое соединение
индия и теллура с формулой InTe,
чёрные волокнистые кристаллы.

## Получение
- Сплавление стехиометрических количеств чистых веществ в вакууме:

{\displaystyle {\mathsf {In+Te\ {\xrightarrow {1000^{o}C}}\ InTe}}}

## Физические свойства
Теллурид индия(II) образует хрупкие чёрные кристаллы
тетрагональной сингонии,
пространственная группа I 4/mcm,
параметры ячейки a = 0,842 нм, c = 0,712 нм, Z = 8.
При 125 °С происходит фазовый переход в кубическую сингонию
с параметром ячейки a = 0,307 нм и плотностью 6,69 г/см³.
При 3,5 К переходит в сверхпроводящее состояние.
Теллурид индия(II) имеет большой интервал гомогенности.